# Stilleven (Judith Leyster)
Stilleven is een schilderij van Judith Leyster uit circa 1635-1640, gesigneerd JL*. Het is het enige stilleven dat van haar bewaard is gebleven. Alleen Bloemen in een vaas uit 1654, dat in 2009 werd herontdekt, is ermee te vergelijken.

## Beschrijving
De voorstelling is kenmerkend voor de barok: de diagonaal geplaatste fruitmand geeft beweging aan de compositie die in evenwicht wordt gehouden door de horizontale tafelrand met daarlangs de wijnkan, druiven en appels. Judith Leyster sluit met dit zeldzame stilleven aan bij het werk van de echte specialisten. In het bijzonder Haarlem, Leysters geboortestad, was een pionier in dit genre met schilders als Nicolaes Gillis, Roelof Koets, Floris van Dyck en Floris van Schooten.
In de tijd van Leyster ontwikkelde de Antwerpenaar Pieter Claesz., die zich in 1621 in Haarlem had gevestigd, zich geleidelijk tot een van de succesvolste schilders van stillevens. Uit de boedelbeschrijving die na de dood van Jan Miense Molenaer werd opgemaakt, blijkt dat Leyster en Molenaer meerdere stillevens van Pieter Claesz. in hun bezit hadden. Ze werden bijvoorbeeld omschreven als "een stuckje met een roemer", "een tesje" of "een ontbijte van Pieter Claesz."
Leysters kleurgebruik is helderder en contrastrijker dan dat van haar meeste Haarlemse collega's wier werken vaak een monochrome indruk maken. De frisse kleuren van Leysters stilleven zijn wel terug te vinden in bijvoorbeeld het reusachtige stilleven van de Groente- en fruitverkoopster van Claes van Heussen en Frans Hals.
In 1781 werd een ander stilleven van Judith Leyster geveild dat verloren is gegaan: "Staande op een stenen tafel: een klein houten bord met een rauwe haring, een ui, wit brood, een boterschotel, een wijnkan en (...) een glas bier."

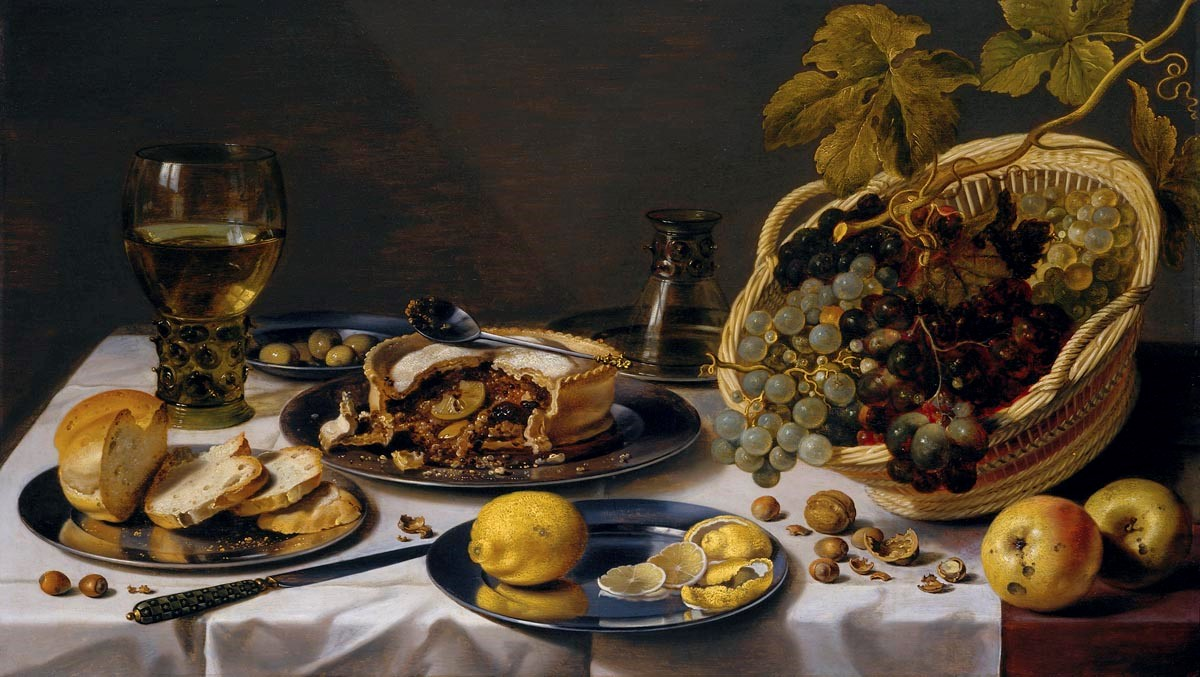
Pieter Claesz., Stilleven met een pastei en een mand met druiven, 1625, privéverzameling
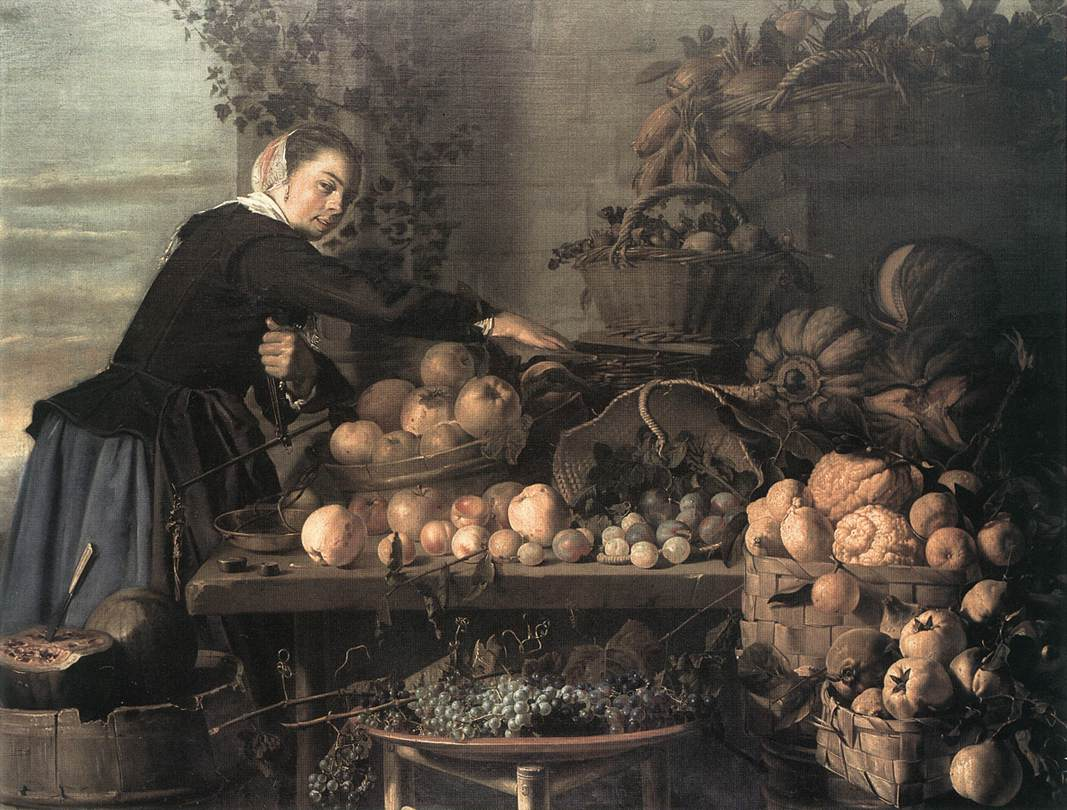
Claes van Heussen en Frans Hals, Groente- en fruitverkoopster,  1630, olieverf op doek, 157 x 200 cm, privéverzameling

## Herkomst
Het schilderij is in privébezit. Vanaf het begin van de twintigste eeuw wordt het vermeld bij diverse collecties (o.a. rond 1927 collectie Horstmann in Wassenaar) en kunsthandels in Amsterdam. In 1966-1977 bevond het zich bij kunsthandel Brod in Londen. Daarna werd het enkele keren ter veiling aangeboden, maar niet altijd verkocht. Ten tijde van de overzichtstentoonstelling van Judith Leyster in 1993 was het in bezit van mevrouw Barbara Johnson in Princeton, New Jersey. De huidige eigenaar (sinds de veiling in 2006 bij Sotheby's in Londen) is onbekend.